# Cidra (Puerto Rico)
Cidra es un municipio situado en el estado libre asociado de Puerto Rico. Según el censo de 2020, tiene una población de 39 970 habitantes.
Está ubicado en la zona central de la isla, en la cordillera central. Limita al norte con Aguas Buenas y Comerío, al este con Caguas, al sur con Cayey y al oeste con Aibonito, Comerío y Barranquitas. 
Se fundó al final del siglo XVIII alrededor de una pequeña ermita y fue un barrio de Cayey hasta 1809, año en que sus moradores lograron la fundación como municipio. No se sabe con certeza quién fue la persona que donó los terrenos, pero hay datos de que fue un antiguo propietario de la localidad. En la Casa Alcaldía no hay documentos oficiales al respecto debido a que fueron destruidos por el ciclón San Ciriaco. Algunos autores sostienen que fue Viviana Vázquez quien los donó. 
Está localizado en las montañas húmedas del este de la Isla. 
La palabra "cidra" no tiene raíces indo-antillanas. Su procedencia es latina y se deriva de citrus, que significa limón. Su nombre proviene de la fruta de cidra. Aún no existen datos que expliquen el origen de este nombre para el pueblo. Se piensa que su nombre se debe a la siembra de árboles de cidra en el lugar donde está ubicado el pueblo hoy. 
El pueblo de Cidra se conoce como el Pueblo La Eterna Primavera, por sus frescas temperaturas y sus hidrografías. También se le conoce como el Pueblo de la Paloma Sabanera (columba inornata wetmorei), única paloma en la isla que tiene ojos azules y que anida en el área de Cidra.

## Geografía
La localidad está ubicada en las coordenadas 18°10′28″N 66°09′42″O / 18.17444, -66.16167 (18.174391, -66.161618).

## Economía y recursos naturales
Depósitos de mármol. También abunda el caolín o arcilla blanca, muy preciada en la alfarería y cerámica. Cultivos de café, tabaco, árboles frutales, productos hortículos y ganadería, e industrias manufactureras menores.

### Industrias predominantes
Manufactura (de bebidas carbonatadas, snacks y envases plásticos) y agricultura (cítricos).
- Caribbean Refrescos Inc. (Subsidiaria de The Coca-Cola Company)
- NAMPAC

## Barrios
Está dividido en 14 barrios: Arenas, Bayamón, Beatriz, Ceiba, Certenejas, Cidra, Honduras, Montellano, Rabanal, Rincón, Río Abajo, Salto, Sud y Toíta.

## Iglesias Católicas de Cidra
- Parroquia Nuestra Señora del Carmen, Cidra (Pueblo)
  - Capilla Nuestra Señora de la Divina Providencia, Bo. Arenas (Arenas Arriba)
  - Capilla San Joaquin y Santa Ana, Bo. Arenas (Santa Clara)
  - Capilla Nuestra Señora del Rosario, Bo. Bayamón (Juan del Valle)
  - Capilla Nuestra Señora de la Milagrosa, Bo. Bayamón (Treasure Valley)
  - Capilla Cristo Rey, Bo. Ceiba
  - Capilla Nuestra Señora del Rosario, Bo. Ceiba (Hevias)
  - Capilla Inmaculada Concepción, Bo. Certenejas (La Orquídeas)
  - Capilla Nuestra Señora del Perpetuo Socorro, Bo. Certenejas (Zabala)
  - Capilla San José, Bo. Certenejas (San José "El Laberinto")
  - Capilla Santa Teresita del Niño de Jesús, Bo. Montellano
  - Capilla Nuestra Señora de la Candelaria, Bo. Rincón (Candelas)
  - Capilla San Francisco de Asís, Bo. Rincón (Nogueras)
  - Capilla Madre del Salvador, Bo. Río Abajo
  - Capilla Nuestra Señora de la Milagrosa, Bo. Sud (Sud Abajo)
  - Capilla San Pablo, Bo. Sud (Sud Arriba)

- Parroquia Nuestra Señora de Fátima, Bo. Rabanal
  - Capilla La Milagrosa, Bo. Rabanal (La Milagrosa)
  - Capilla Santa teresita del Niño Jesús, Bo. Salto
  - Capilla Sagrado Corazón de Jesús, Bo. Toíta

## Topografía
El territorio se encuentra a una altura de entre 200 y 700 metros (656 y 2296 pies) en el centro-este de la isla. Los cerros mayores aparecen en los barrios Rabanal y Honduras. En Rabanal están los cerros Almirante y Viento Caliente (2198 pies). En Honduras están Plana y Gordo (2165 pies). La parte más llana está cerca del embalse Cidra.

## Hidrografía
Está regado por el río de La Plata, con sus afluentes, el río Arroyata, las quebradas Caña Bocana y Galindo, y el río Bayamón. También forma parte de su hidrografía el embalse de Cidra, el más pequeño de la isla.

## Clima
La temperatura anual promedio es de 81.2 º Fahrenheit y su promedio anual de lluvia es de 63.38 pulgadas. 

## Himno
Autor: Felito Félix 

«Del corazón de Puerto Rico nació Cidra
bautizado por un sol de amanecer
y arrullado por las brisas de Borinquen
con el aroma de las flores del Edén.
Yo me siento orgulloso de mi pueblo
de su gente, de sus montañas y praderas
y lo grito con orgullo donde quiera.
¡Soy del pueblo de la eterna primavera
soy cidreño, borinqueño
y orgulloso de ser buen puertorriqueño!
¡Soy cidreño, borinqueño
y lo grito con orgullo y con empeño!
¡Ser cidreño es un orgullo
una bendición de Dios!
¡Puertorriqueño de pura cepa, cidreño de corazón!
La paloma sabanera se anidó en su corazón.
Ser cidreño es un orgullo
cidreño, cidreño, cidreño de corazón.
¡Ser cidreño es un orgullo
una bendición de Dios!
Soy de Los Bravos de Cidra,
cidreño, cidreño, cidreño de corazón.»

## Eventos
- Semana Myrna Vázquez - Febrero
- Fiestas Patronales en Honor a la Santisima Patrona de Cidra La Virgen del Carmen - Julio
- Festival Paloma Sabanera - Noviembre o Diciembre
- Fiesta de la Santisima Virgen del Carmen (Paseo por el Embalse de Cidra, Procesión y Misa) - Julio 16
- Encendido de la Plaza Publica - Noviembre o Diciembre
- Triduo y Fiesta a la Virgen del Perpetuo Socorro Patrona del Bo. Certenejas II - Junio 25, 26 y 27
- Triduo y Fiesta a San Jose Patrón de el Sector San Jose "El Laberinto", Bo. Certenejas I - Marzo 17, 18 y 19
- Triduo y Fiesta a la Inmaculada Concepción Patrona del Bo. Certenejas I - Diciembre 6, 7 y 8
- Procesión Virgen de la Soledad (Parroquia Nuestra Señora del Carmen) - Viernes Santo
- Procesión Santo Entierro (Parroquia Nuestra Señora del Carmen) - Viernes Santo
- Corpus Christi (Parroquia Nuestra Señora del Carmen) - Mayo o Junio
- Domingo de Ramos (Parroquia Nuestra Señora del Carmen) - Marzo o abril
- Jueves Santo (Parroquia Nuestra Señora del Carmen) - Marzo o abril
- Viernes Santo (Parroquia Nuestra Señora del Carmen) - Marzo o abril
- Sábado Santo (Parroquia Nuestra Señora del Carmen)  - Marzo o abril
- Domingo de Resurrección (Parroquia Nuestra Señora del Carmen)

## Patrimonio
- Árbol de Ceiba, Sud
- Capilla Cristo Rey o Iglesia Redonda, Ceiba
- Capilla San José (Primera Capilla de Cidra)
- Casa del Rey o Antigua Alcaldía
- Casa Torres-Reyes, Cidra
- Cerro Almirante, Rabanal
- Cerro El Bohique, Beatriz
- Cerro Viento Caliente, Rabanal
- Chimenea de Trapiche La Julia, Bayamón
- Chorros de Perico, Ceiba-Montellano
- Hotel Treasure Island, Bayamón
- Embalse Cidra, Arenas-Bayamón-Certenejas-Cidra
- Escuela Luis Muñoz Rivera
- Parroquia Nuestra Señora del Carmen, Cidra
- Plaza de Recreo Francisco M. Zeno, Cidra
- Piedra del Sapo, Bayamón
- Primera Iglesia Bautista, Cidra
- Puente de Hamaca, Honduras
- Teatro Iberia, Cidra